# Hein ter Poorten
Hein ter Poorten né le 21 novembre 1887 à Buitenzorg (aujourd'hui Bogor) et décédé le 15 janvier 1968 à La Haye, est un militaire néerlandais, général d'armée dans l'Armée royale des Indes néerlandaises durant la Seconde Guerre mondiale.

## Biographie

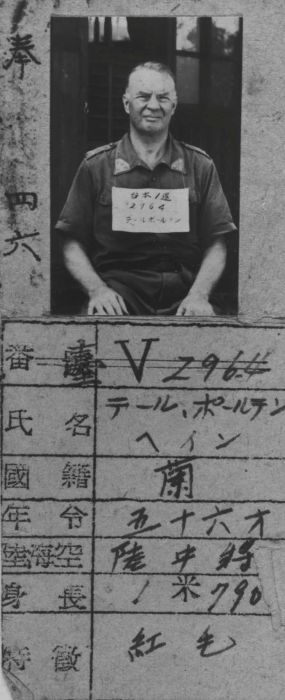
H. Ter Poorten en captivité en 1942.

Il est né à Buitenzorg, maintenant Bogor, sur l'île de Java, qui faisait alors partie des Indes orientales néerlandaises. Après avoir prêté serment comme officier d'artillerie en 1911, Ter Poorten a aidé à fonder la force de l'armée de l'air, et en 1919 a entamé ses études à l'École supérieure de Guerre (Hogere Krijgsschool) à Haarlem.
Durant l'Entre-deux-guerres, il a grimpé régulièrement les échelons, et lors de son retour aux Indes orientales, en juillet 1939, il est devenu général et membre de l'état major de l'armée des indes néerlandaises. La mort du général Gerardus Johannes Berenschot (en) dans un accident d'avion en octobre 1941 a vu Ter Poorten promu commandant en chef de l'Armée royale des Indes néerlandaises.
Ter Poorten était considéré par ses contemporains dans l'armée comme un commandant habile avec une solide compréhension des affaires militaires dans les Indes orientales ; il était donc en mesure de bien s'entendre avec ses subordonnés et collègues officiers ; ses relations avec l'administration civile ont moins bien réussi.
En janvier 1942, après le déclenchement de la guerre avec le Japon, Ter Poorten fut nommé commandant des forces terrestres dans le commandement américano-britannique-néerlandais-australienne, un commandement de courte durée unique de toutes les forces alliées en Asie du Sud Est.
En mars, Ter Poorten est devenu le chef de toutes les forces alliées de Java, à la suite de l'avance rapides des japonais, il doit se rendre sans condition aux Japonais. Il passa le reste de la guerre dans divers camps de prisonniers de guerre et revint en 1945 aux Pays-Bas.